# Resolució 64 del Consell de Seguretat de les Nacions Unides
La Resolució 64 del Consell de Seguretat de les Nacions Unides, aprovada el 28 de desembre de 1948, va assenyalar que els Països Baixos no havien complert amb les exigències d'alliberar el President de la República d'Indonèsia i altres presos polítics tal com es va publicar a la Resolució 63 del Consell de Seguretat de les Nacions Unides. La Resolució va exigir que els Països Baixos alliberessin immediatament aquests presos i que ho informessin al Consell de l'ONU en 24 hores.
La resolució es va aprovar amb vuit vots a favor. Bèlgica, França i el Regne Unit es van abstenir.